# Propaganda negra

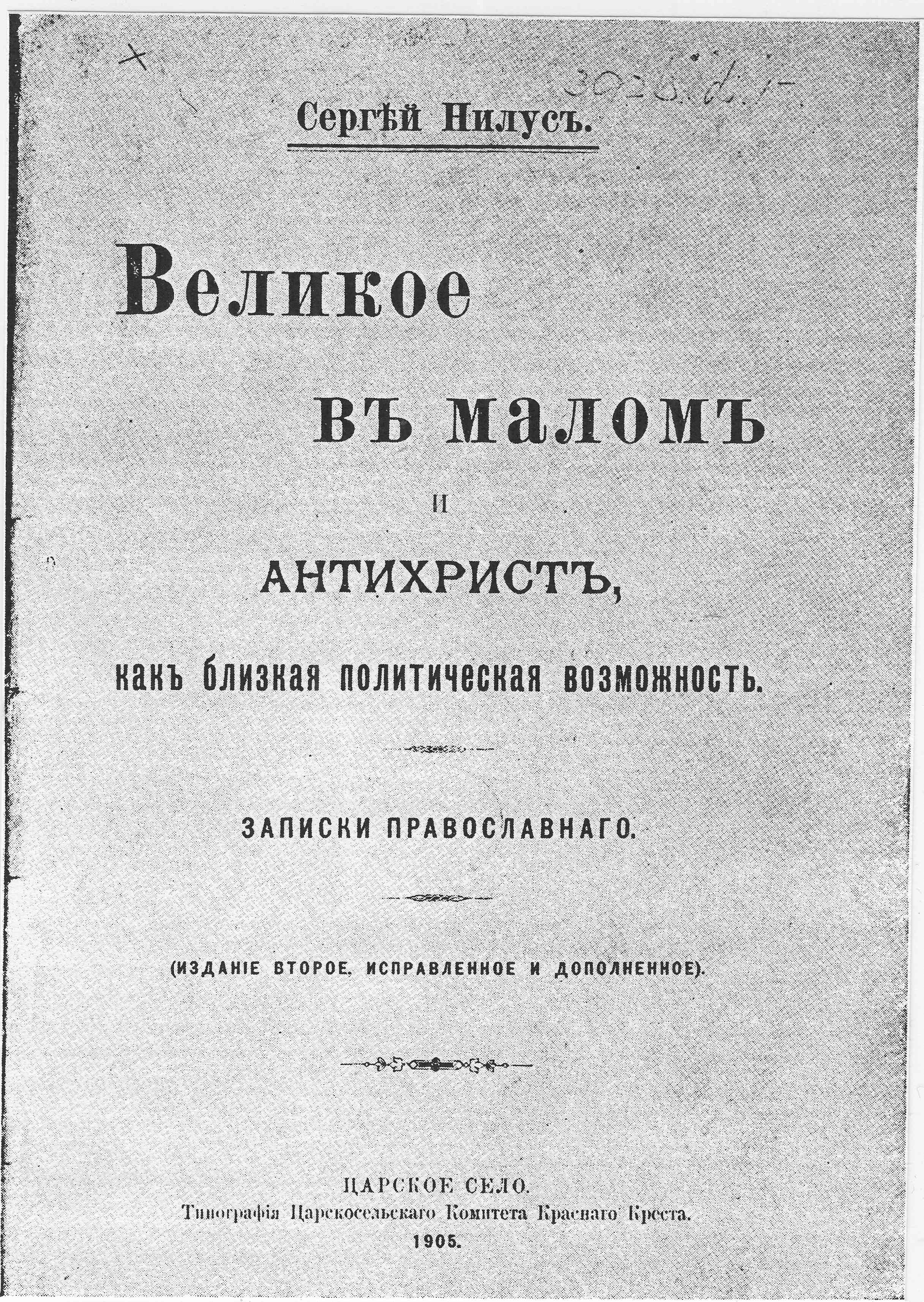
Propaganda

Uma propaganda negra é toda propaganda política ou de guerra que se faz passar por propaganda amiga, mas na realidade vem do inimigo.
A propaganda pode ser de três tipos: branca, cinzenta e negra.  Propaganda branca é aquela que vem de uma fonte corretamente identificada. Propaganda cinza é aquela que pretende vir de uma fonte neutra, mas na realidade vem de um adversário. A propaganda negra, a mais daninha, é aquela que apresenta outra fonte, e não a verdadeira. Recorre a ambiguidades, segredos e mistérios, para encobrir sua origem e suas verdadeiras intenções. É a mais utilizada nas operações clandestinas (ou encobertas) dos serviços de inteligência, e é principalmente subversiva.  Quando é usada por governos para construir uma verdade oficial, a propaganda pode ser de qualquer um dos três tipos.
A propaganda negra é geralmente canalizada para a mídia através do que se chama  "fugas"; uma fonte "oficial" declara alguma coisa de forma "anônima", ou a mídia alega sigilo de fonte para não divulgar a origem da informação. Afirma-se algo que não é possível corroborar nem desmentir com certeza e, dessa maneira, planta-se uma "informação" falsa (propaganda) como se uma "notícia" fosse. A propaganda negra pode ser usada em romances com muita eficiência, pois tem a vantagem do anonimato e da irresponsabilidade, permitindo difundir escândalos e rumores, sem desacreditar o governo, ou quem a dissemine.
Uma das principais técnicas da propaganda negra  é  "obter desaprovação". Por esse meio tenta-se persuadir a "audiência alvo" da propaganda negra a desaprovar uma ação ou ideia popular, sugerindo que essa ideia é promovida por um grupo "temido" ou "subversivo". Essa técnica consiste em se "martelar", continuamente, sob forma de saturação, na população alvo, que determinadas políticas que essa população apoia estão associadas a "gente indesejável" ou "subversiva", com o objetivo de fazer os membros da "audiência alvo" da propaganda negra mudar a sua opinião original.
Um exemplo clássico de Propaganda Negra é o trabalho de Sefton Delmer, na Segunda Guerra Mundial.

## Histórico
A propaganda negra tem sido utilizada desde que inventou a imprensa, no século XV. Em tempos recentes seus exemplos mais significativos estão relacionados à guerra fria, quando tanto os países socialistas quanto sua contraparte, os Estados Unidos, passaram a manter "serviços de desinformação".
Os serviços secretos da CIA e da KGB, em seus Departamentos de Desinformação, filtravam notícias e documentos falsos, que eram depois retransmitidos pela mídia com o único propósito de desprestigiar seus respectivos opositores. Mesmo que o fato posteriormente venha a se esclarecer, a mentira divulgada já terá provocado seus efeitos, e nunca será completamente apagada.
O recurso à mentira, como veículo para desprestigiar, tem grande efetividade; causa confusão, suscita dúvidas e semeia desconfianças. A propaganda negra é muito difícl de ser revertida, e é por vezes tão perfeita que em várias ocasiões torna-se difícil emitir opiniões contrárias depois dela.
É baseada no princípio  "minta, que alguma coisa sempre fica".